# Cybertraque (film)
Pour les articles homonymes, voir cybertraque.
Pour plus de détails, voir Fiche technique et Distribution.
Cybertraque (Takedown) est un film américain réalisé par Joe Chappelle, sorti en 2000.

## Synopsis
Kevin Mitnick, est un génie de l'informatique, expert en ingénierie sociale et en piratage. Sa curiosité et son goût du défi le conduisent à se confronter à Tsutomu Shimomura, un expert mondialement reconnu de la sécurité informatique. Kevin et Tsutomu se livrent alors à une bataille d'intelligence et de ruse.

## Fiche technique
- Titre : Cybertraque
- Titre original : Takedown
- Réalisation : Joe Chappelle
- Scénario : David Newman, Leslie Newman, John Danza et Howard A. Rodman d'après le livre Takedown de Tsutomu Shimomura et John Markoff
- Musique : Chris Holmes et James Kole
- Photographie : Dermott Downs
- Montage : Joe Rabig
- Production : John Thompson et Brad Weston
- Société de production : Dimension Films, Millennium Films et Hacker Productions
- Société de distribution : SND Films (France)
- Pays :  États-Unis
- Genre : Biopic, policier, drame et thriller
- Durée : 96 minutes
- Dates de sortie : 
  - France : 15 mars 2000
  - États-Unis : 28 septembre 2004 (vidéo)

## Distribution
- Skeet Ulrich (VF : Emmanuel Curtil) : Kevin Mitnick
- Russell Wong (VF : Jean-Pierre Michaël) : Tsutomu Shimomura
- Tom Berenger (VF : Jacques Frantz) : McCoy Rollins
- Angela Featherstone : Julia
- Ethan Suplee : Dan Brodley
- Donal Logue (VF : Laurent Mantel) : Alex Lowe
- Christopher McDonald (VF : Hervé Jolly) : l'agent Mitch Gibson
- J. C. Quinn : le sergent Tom Janks

## Autour du film
Ce film est tiré de la véritable histoire de Kevin Mitnick avant qu'il ne soit arrêté. Cependant certains faits sont inventés. Par exemple, Shimomura et Mitnick ne se sont jamais rencontrés avant l'arrestation[réf. nécessaire].

## Titre
Le film est sorti en salles en France sous le titre de Cybertraque en 2000, puis en DVD en Europe sous le titre Takedown quelques années plus tard,. Aux États-Unis, le film est sorti en DVD en 2004 sous le titre Track Down.